# Eugène Mercier
Pour les personnes ayant le même patronyme, voir Mercier.
Eugène Mercier (1838-1904) est le fondateur de la maison de Champagne qui porte son nom. Il est présenté comme l'inventeur du film publicitaire .

## Enfance
Enfant naturel, il ne connaît pas son père. Sa mère, Jeanne, travaille au lavoir puis à l'épicerie[Où ?]. Eugène est lui aussi obligé de travailler très tôt. Suivant l'exemple de sa mère, il économise sou par sou pour concrétiser son rêve : créer une maison de Champagne qui produise un vin de qualité accessible à toutes les bourses.

## Débuts de la Maison Mercier
En 1858, à 20 ans, c'est chose faite. Installée à Épernay, la Maison Mercier est petite et le jeune entrepreneur la regroupe au sein d'une Union de propriétaires qui comprend également la maison de champagne Bourlon créée par son beau-père, Philippe Bourlon. 

### Les caves Mercier
En 1871, il entreprend de faire creuser des caves gigantesques. « Comptez par kilomètres, non par mètres ! » conseille-t-il à l'architecte.  Les caves font 18 kilomètres sur un seul niveau et elles communiquent avec la ligne de chemin de fer Paris-Strasbourg, ce qui permet d'expédier plus facilement le champagne.
Leur inauguration est médiatisée, le projet est démesuré pour l'époque. Lors de leur ouverture, les caves se visitent en calèches tirées par des chevaux blancs. 

En 1885, les caves sont ouvertes au public. Mercier y fait installer des appareils électriques, avant-gardistes pour l'époque, ainsi qu'une machine à vapeur pour éclairer les caves.

En 1891, le président Sadi Carnot viendra les visiter à son tour avec un attelage identique : 100 000 bougies seront allumées à cette occasion.

### Le plus grand foudre du monde
En 1871, Mercier lance à Épernay la construction du plus grand foudre (tonneau) du monde. Il faudra 16 ans pour achever la construction de cet objet capable de contenir 160 000 litres, soit plus de 213 000 bouteilles de champagne et pesant plus de 20 tonnes. En 1887, son étanchéité est testée avec les vendanges de l'année.
Pour l'exposition universelle de 1889, Mercier entreprend le déplacement de son foudre à Paris. L'objet est tracté par 12 paire de bœufs blancs et, pour arriver à temps à Paris, Mercier doit racheter des maisons pour les raser. Trois semaines seront nécessaires pour assurer le trajet, attirant les foules et la presse et accroissant ainsi la notoriété de la marque. Arrivé à Paris, les barrières de l'octroi seront enlevées pour permettre au convoi de passer. L'objet sera une des attractions majeures de l'exposition universelle et finira deuxième, derrière la Tour Eiffel qui remportera le concours. Le champagne Mercier est désormais connu en France mais aussi à l'étranger. Le foudre, quant à lui est aujourd'hui exposé dans les caves Mercier. 

## Inventeur du film publicitaire
En 1900, Paris accueille la dernière exposition universelle du siècle. Eugène Mercier a repéré le potentiel de l'invention des frères Lumière. Il leur demande de réaliser un film sur le Champagne Mercier dans lequel il apparaît. Le premier film publicitaire au monde sera projeté lors de l'exposition universelle.

## Montgolfières
Passionné par les montgolfières, Eugène Mercier a une autre idée pour assurer la publicité de sa maison de champagne au cours de l'exposition universelle. Il amarre un ballon captif sur le Champ de Mars qu'il charge de bouteilles de champagne . Neuf personnes peuvent prendre place à bord pour une ascension de 300 mètres, soit la hauteur de la Tour Eiffel, ascension au cours de laquelle Mercier leur fait déguster son champagne. Naturellement, la voilure est griffée au nom du Champagne Mercier, pour être vu du sol. Au cours de l'exposition universelle de 1900 l'appareil aura reçu la visite de 20 000 personnes.

## Décès
Quatre ans plus tard, le 5 juillet 1904, Eugène Mercier meurt des suites d'une maladie de l'estomac. Il est enterré dans la chapelle familiale au cimetière du nord d'Épernay avec sa mère et son épouse.

## Vie privée
Eugène Mercier a eu six enfants avec sa femme, née Françoise Marguerite Bourlon:
- Émile Joseph Mercier
- Blanche Mercier
- Henri Mercier
- Marie Mercier
- Claire Mercier
- Julia Mercier

Ses deux fils sont sourds.

### Biographie
- Frédérique Crestin-Billet : La Naissance d'une grande maison de Champagne - Eugène Mercier ou l'audace d'un Titan, éditions Calmann-Lévy, 11/1996, 213p.  (ISBN 2-7021-2676-6)
- Lorraine Fouchet : "Couleur champagne", éditions Robert Laffont, 2/2012, 428p. (ISBN 978-2-221-12508-3) et Editions Pocket 2023, saga familiale librement inspirée de la vie d'Eugène Mercier et écrite par son arrière-arrière-petite-fille